# ملنتسی
ملنتسی (به صربی: Melenci) یک منطقهٔ مسکونی در صربستان است که در Zrenjanin City واقع شده‌است. ملنتسی ۶٬۷۳۷ نفر جمعیت دارد و ۸۲ متر بالاتر از سطح دریا واقع شده‌است.